# 388 a.C.

## Eventos
- 98a olimpíada: 
  - Sósipo de Delfos, vencedor do estádio;[1]
  - Aristodemo de Élida, vencedor do pále. Ninguém conseguia segurá-lo pela cintura.[1] Havia em Élis, na época de Pausânias, uma estátua dele, esculpida por Dédalo de Sicião, discípulo e filho de Pátrocles. Aristodemo, filho de Trásis,  também venceu duas vezes nos jogos píticos.[2]
- Tito Quíncio Cincinato Capitolino, Lúcio Júlio Julo, Lúcio Lucrécio Tricipitino Flavo, pela segunda vez, Quinto Servílio Fidenato, pela quinta, Lúcio Aquílio Corvo e Sérvio Sulpício Rufo, tribunos consulares.